# Trollsommar
Trollsommar är en svensk film från 1980 i regi av Hans Dahlberg och med manus av Björn Holm. I rollerna ses bland andra Teddy Rhodin, Marrit Ohlsson och Stefan Wånggren.

## Handling
En Stockholmsfamilj har hyrt ett hus i Dalarna över sommaren och träffar på troll i skogen.

## Rollista
- Teddy Rhodin – trollfar
- Marrit Ohlsson – trollmor
- Stefan Wånggren – Humpe
- Birger Åsander – gammeltrollet
- Sif Ruud – gumman
- Tommy Johnson – Elis
- Berit Persson – Mona
- Lena Lindgren – Karin
- Rolf Larsson – Johansson
- Isabella Grybe – Johanna
- Magnus Eriksson – Erik
- Ruben Lundberg – Laban
- Johnny Gävert– Magnus
- Helena Hansson – Mari
- Wille Toors – Sven i fäbon
- Kalle Almlöw – Näcken
- Thore Härdelin – Phan
- Kaj Nuora – hustomten
- Suzanne Hallvarez – huldra
- Nenne Rydberg – huldra[3]

## Om filmen
Inspelningen ägde rum mellan den 23 juli och 28 september 1979 i Västansjö, Åkersberga samt i Europafilms studio med Åke Holm som producent och Lars Björne som fotograf. Filmen klipptes av Wic' Kjellin och premiärvisades den 27 februari 1980 på Folkets hus i Nyhammar.

## Visningar och utgåvor
Filmen har visats flera gånger i Sveriges Television under 1980- och 1990-talen och utgavs 2005 på DVD.
På omslaget uppges felaktigt att filmen vunnit en Guldbagge.

### Fotnoter
1. ↑  läs online, Internet Movie Database , läst: 1 juli 2016.[källa från Wikidata]
2. 1 2 3 4 5 6 7 8 9 10 11 12 13 14  Svensk Filmdatabas, Svenska Filminstitutet, läs online, läst: 15 juni 2022.[källa från Wikidata]
3. 1 2 3 4 5 6  ”Trollsommar”. Svensk Filmdatabas. http://sfi.se/sv/svensk-filmdatabas/Item/?itemid=7723&type=MOVIE&iv=Basic&ref=/templates/SwedishFilmSearchResult.aspx?id%3d1225%26epslanguage%3dsv%26searchword%3dtrollsommar%26type%3dMovieTitle%26match%3dBegin%26page%3d1%26prom%3dFalse. Läst 14 maj 2013.